# Talapitz I
Talapitz I är en ort i Mexiko.   Den ligger i kommunen San Felipe Orizatlán och delstaten Hidalgo, i den sydöstra delen av landet, 200 km norr om huvudstaden Mexico City. Talapitz I ligger 385 meter över havet och antalet invånare är 261.
Terrängen runt Talapitz I är varierad, och sluttar norrut. Runt Talapitz I är det ganska tätbefolkat, med 86 invånare per kvadratkilometer. Närmaste större samhälle är San Felipe Orizatlán, 5,0 km norr om Talapitz I. I omgivningarna runt Talapitz I växer i huvudsak städsegrön lövskog.